# Václav Švec (rektor)
Václav Švec (22. prosince 1922 Karviná – 26. července 1986 Olomouc) byl český oftalmolog, v letech 1981 až 1986 rektor Univerzity Palackého.

## Život
Narodil se v roce 1922 v Karviné do učitelské rodiny, ale s rodinou žil první roky života v Českém Těšíně. V roce 1928 se jeho rodina odstěhovala do Michalovců na východním Slovensku, kde v roce 1933 zahájil Švec studium na gymnáziu. V roce 1939, krátce po vzniku Slovenského štátu, se s rodinou odstěhoval do Olomouce a začal studovat na Slovanském gymnáziu, jehož studium zakončil v roce 1941 maturitní zkouškou. Do konce druhé světové války v roce 1945 pracoval jako lékárenský aspirant. Poté zahájil studium medicíny na Lékařské fakultě Univerzity Karlovy, které ale dokončil až v roce 1952 jako vůbec jeden z prvních studentů po skončení 2. sv. války na obnovené Lékařské fakultě Univerzity Palackého. Zaměřil se na oftamologii (oční lékařství) a po studiu začal provozovat v roce 1952 lékařskou praxi; nejdříve v letech 1952 až 1954 v Prostějově a poté od roku 1954 jako vědecký aspirant na oční klinice v Olomouci.
V roce 1959 vstoupil do KSČ (dříve nebyl přijat kvůli předválečnému členství jeho rodičů v ČSNS), s největší pravděpodobností z čistě z pragmatických důvodů. V roce 1963 se stal kandidátem věd. V letech 1964 až 1966 působil jako expert v Tunisku. V roce 1970 byl jmenován členem komise pro tzv. výměnu stranických průkazů na UPV (tj. k vykonání stranické čistky v rámci KSČ). Tou dobou zároveň působil jako předseda komunistické organizace Lékařské fakulty. V roce 1971 se habilitoval. V roce 1973 se stal přednostou oční kliniky Fakultní nemocnice Olomouc, vedoucím Katedry očních chorob LF UP a proděkanem LF UP pro politicko-výchovnou práci. V roce 1973 se stal členem pléna OV KSČ, v roce 1978 navíc také jeho předsedou. Dvakrát se účastnil celostátního sjezdu KSČ a od roku 1981 byl kandidátem Ústředního výboru KSČ. V letech 1976 až 1980 působil jako děkan olomoucké lékařské fakulty. Profesorem oftamologie byl od roku 1979. Docentský i profesorský titul přitom Švec získal bez nutnosti předložit habilitační práci a bez provedení řádného profesorského řízení na základě normalizační novely vysokoškolského zákona. Podle pozdějších hodnocení byl tak Švec označen spíše jako „solidní ambulantní a klinický praktik než plodný badatel a zároveň typický produkt období normalizace, kdy personální vakuum vytvořené stranickými a rezortními čistkami umožnilo průměrným jedincům nečekaný politický a kariérní růst.“.
V roce 1980 byl jmenován rektorem Univerzity Palackého, když ve funkci nahradil Františka Gazárka. Ve funkci setrval až do své smrti v důsledku srdeční choroby v červenci 1986. Pohřben byl na Ústředním hřbitově v Neředíně. Švec se stal prvním rektorem olomoucké univerzity, který zemřel během výkonu funkce.
Do roku 1980 byl ženatý, manželství bylo bezdětné.